# Паранино
Паранино (укр. Паранине) — село на Украине, основано в 1721 году, находится в Емильчинском районе Житомирской области.
Код КОАТУУ — 1821783602. Население по переписи 2001 года составляет 337 человек. Почтовый индекс — 11224. Телефонный код — 4149. Занимает площадь 0,853 км².

## Адрес местного совета
11223, Житомирская область, Емильчинский р-н, с.Малая Глумча